# Храбова Ростока
Храбова Ростока (слч. Hrabová Roztoka) насељено је мјесто са административним статусом сеоске општине (слч. obec) у округу Сњина, у Прешовском крају, Словачка Република.

## Становништво
| Година:    | 1994. | 2004.    | 2014.   | 2024.    |
| ---------- | ----- | -------- | ------- | -------- |
| Број људи: | 90    | 68       | 63      | 52       |
| Разлика:   |       | -24,44 % | -7,35 % | -17,46 % |

| Година:    | 2023. | 2024. |
| ---------- | ----- | ----- |
| Број људи: | 50    | 52    |
| Разлика:   |       | +4 %  |

Према подацима о броју становника из 2024. године насеље је имало 52 становника.

## Галерија
- Гркокатоличка црква
- Православна црква